# Karvia
Karvia ist eine Gemeinde mit rund 2800 Einwohnern in Westfinnland. Sie liegt rund 90 km nordwestlich der Hafenstadt Pori in der Landschaft Satakunta.

## Lage
Karvia liegt auf dem Suomenselkä, einem langgestreckten flachen Höhenzug, der die Wasserscheide zwischen dem Bottnischen Meerbusen und dem binnenfinnischen Seengebiet darstellt. Im Os Kauraharju erreicht er in Karvia eine Höhe von 186 m. Zahlreiche Hügel, Wälder, Sümpfe und Seen prägen die Landschaft des Gemeindegebiets und sind Lebensraum zahlreicher Tierarten. Im Norden hat Karvia Anteil am 1982 gestifteten Nationalpark Kauhaneva-Pohjankankaan kansallispuisto.

## Gemeinde
Die politische Gemeinde besteht seit 1865 und umfasst neben dem Kirchdorf Karvia die Orte Alkava, Alkkia, Ämmälä, Kantti, Karviankylä, Kauhakorpi, Mattila, Rannankylä, Sara, Sarvela, Saunaluoma, Suomijärvi und Tuulenkylä. Hauptarbeitgeber in der stark zersiedelten Gemeinde sind die Gemeindeverwaltung, Land- und Forstwirtschaft und einige wenige kleinindustrielle Betriebe.

## Geschichte
Das Kirchdorf entstand im 17. Jahrhundert als Wegsiedlung am Kyrönkankaantie, der mittelalterlichen Verkehrs- und Heerstraße zwischen Ilmajoki und Hämeenkyrö. Um 1635 errichtete die schwedische Armee hier eine erste Befestigung, zum einen um die Straße zu sichern, zum anderen, weil man Aufstände der zahlreichen heimgekehrten Hakkapeliitta befürchtete. Eine strategische Rolle kam dem Fort auch im Russisch-Schwedischen Krieg von 1808/1809 zu; Einschusslöcher der Gefechte aus diesem Krieg sind noch heute in den Holzbalken der Befestigungsbauten zu erkennen.

## Wappen
Beschreibung des Wappens: Das durch Tannenreisschnitt geteilte, oben blaue, unten goldene Schild zeigt in der oberen Hälfte ein goldgerandetes Fünfeck mit stilisierten Bastionen.
Das Fünfeck stellt die Draufsicht auf ein schematisiertes Militärfort (Festungsanlage nach Vauban) dar und nimmt damit auf die Geschichte Bezug.

## Sehenswürdigkeiten

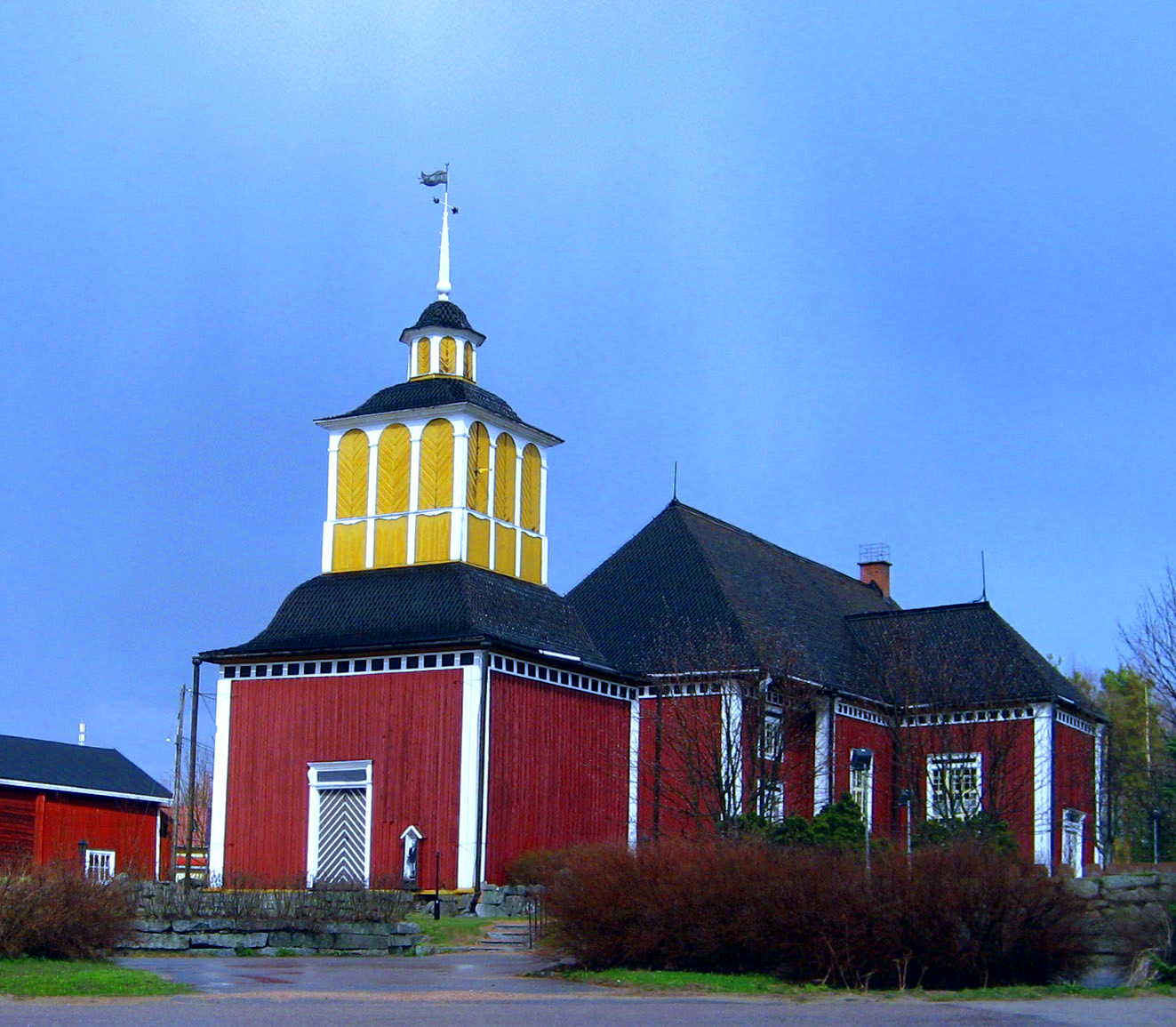
Karvia Kirche

Die innen vollständig ausgemalte Holzkirche von Karvia wurde 1798 von Salomon Kölström-Köykkä erbaut; der freistehende Glockenturm im Jahr 1806. Im Innenraum der Kirche finden sich prächtige Holzmalereien und ein Altarbild von Carl Gabriel Diederichs. An der Außenwand steht vor dem Turm ein sogenannter vaivaisukko aufgestellt, ein Opferstock in Form einer lebensgroßen Mannesstatue, die mit ausgestreckter Hand um Almosen für die Armen bittet. Die milden Gaben werden über einen Schlitz in die Brust des hölzernen Bettlers befördert. Der vaivaisukko (schwedisch: Fattiggubbe) ist eine Form finnischer Volkstradition und findet sich vielerorts, vor allem an Kirchen West- und Südwestfinnlands (finnisch-schwedischer Siedlungsbereich).

## Persönlichkeiten
- Lorenz Lindelöf (1827–1908), Mathematiker und Astronom
- Kari Puisto (* 1945), Radrennfahrer